# Affare Ibiza
L'affare Ibiza (in tedesco Ibiza-Affäre), noto anche come Ibiza-gate, è uno scandalo politico concorso in Austria che ha coinvolto Heinz-Christian Strache (allora presidente del Partito della libertà FPÖ), Johann Gudenus (vice presidente del FPÖ) e in secondo ordine sia il FPÖ sia il panorama politico dell'Austria.
Lo scandalo è stato svelato dai quotidiani Der Spiegel e Süddeutsche Zeitung i quali il 17 maggio 2019 hanno pubblicato un video registrato con una telecamera nascosta di un incontro avvenuto ad Ibiza nel luglio 2017, che mostra i politici Strache e Gudenus. Quando il video fu girato, la FPÖ era ancora all'opposizione, mentre fu pubblicato dopo che da due anni erano al governo  . 
Nel video, entrambi i politici accettano le proposte di una donna che si faceva chiamare Alëna Makarova e dichiarava di essere la nipote di un potente oligarca russo chiamato Igor' Makarov; nel filmato la donna stava discutendo di fornire all'FPÖ finanziamenti e l'appoggio da parte dei media per la campagna elettorale, in cambio di appalti pubblici esclusivi all'oligarca e di favorire gli interessi russi in Austria. 
Il video era commissionato dall'avvocato iraniano Ramin Mirfakhrai. 
Dal 18 dicembre 2017 Heinz-Christian Strache era vicecancelliere dell'Austria e ministro dello sport nel governo Kurz I.
Lo scandalo ha provocato il crollo della coalizione di governo austriaco il 18 maggio 2019 e l'annuncio di elezioni anticipate. Successivamente al voto di sfiducia del 27 maggio, Sebastian Kurz è stato sollevato dall'incarico di cancelliere austriaco dal Parlamento e il 28 maggio è stato nominato un governo tecnico ad interim. Le nuove elezioni furono svolte nel settembre 2019.